# Circunscrições eclesiásticas católicas da Armênia
Devido ao facto de 92.7% da população da Arménia seguir a Igreja Apostólica Arménia, a Igreja Católica não é muito forte com apenas 0,46% da população a seguir a fé Católica. Por isto a Arménia conta apenas com uma administração apostólica de rito latino e um Ordinariato da Igreja Católica Arménia.

## Jurisdição Sui Iuris[2]
- Administração Apostólica de Cáucaso
- Ordinariato Arménio de Leste Europeu